# Manuel Gossweiler
Manuel Gossweiler (* 16. März 1983) ist ein Schweizer Eishockeyspieler, der zuletzt bei den SCL Tigers in der National League A unter Vertrag stand und in der Saison 2016/17 an Hockey Thurgau ausgeliehen war.

## Karriere
Gossweiler begann seine Karriere beim EHC Kloten, wo er 2000 seine ersten Einsätze in der Nationalliga A bekam. Die meiste Zeit spielte er bis 2002 in der Juniorenmannschaft der Klotener, ehe er 2002 in die Herrenmannschaft eingegliedert wurde und dort bis 2006 auf dem Eis stand. Anschliessend wechselte der Verteidiger zum EHC Biel, mit denen 2007 die Meisterschaft der Nationalliga B gewann, welche im Jahr darauf wiederholt werden konnte und Gossweiler mit dem Verein in die NLA aufstieg. Sein Vertrag bei den Bielern lief bis zum Jahr 2015. Anschliessend wechselte er zum NLA-Aufsteiger SCL Tigers.
Für die Saison 2016/17 wurde er an Hockey Thurgau ausgeliehen.

## Erfolge und Auszeichnungen
- Schweizer Meister der NLB 2007 mit dem EHC Biel
- Schweizer Meister der NLB 2008 mit dem EHC Biel und Aufstieg in die NLA.

### International
- 2001 Silbermedaille bei der U18-Junioren-Weltmeisterschaft

## Karrierestatistik
(Legende zur Spielerstatistik: Sp oder GP = absolvierte Spiele; T oder G = erzielte Tore; V oder A = erzielte Assists; Pkt oder Pts = erzielte Scorerpunkte; SM oder PIM = erhaltene Strafminuten; +/− = Plus/Minus-Bilanz; PP = erzielte Überzahltore; SH = erzielte Unterzahltore; GW = erzielte Siegtore; 1 Play-downs/Relegation; Kursiv: Statistik nicht vollständig)